# 千葉県道286号愛宕山公園線

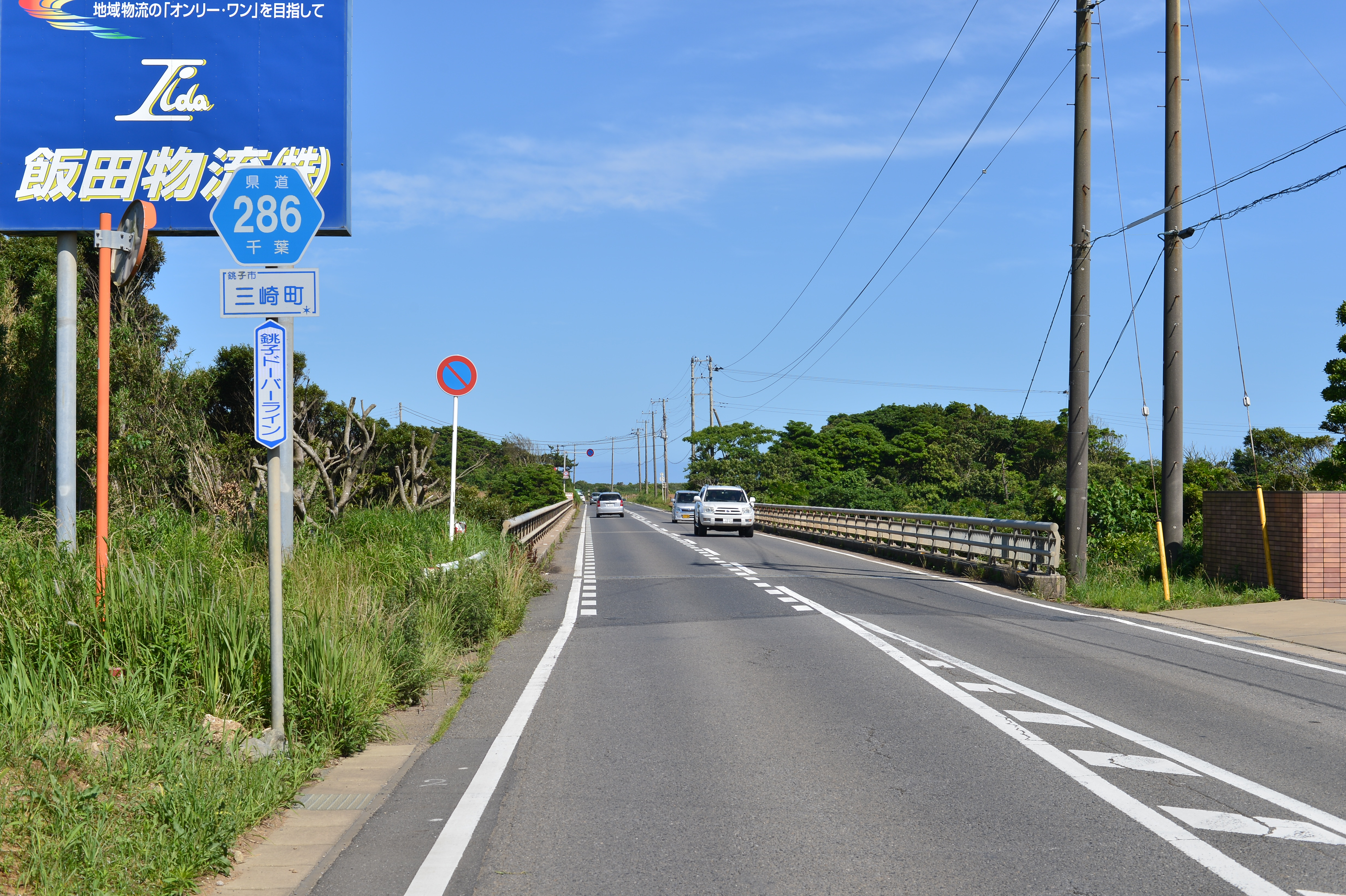
千葉県道286号愛宕山公園線・通称「銚子ドーバーライン」
銚子市三崎町二丁目（2015年6月）

千葉県道286号愛宕山公園線（ちばけんどう286ごう あたごやまこうえんせん）は、千葉県銚子市を起点・終点とする一般県道。愛称は銚子ドーバーライン。

## 概要
千葉県銚子市を通る国道126号の三崎町二丁目交差点（旧「銚子有料道路入口」交差点）と同市内の愛宕山を東西に結び、関東平野最東端である犬吠埼方面へアクセスする延長6.5 kmの観光道路。かつての有料道路時代の旧称は、銚子有料道路。愛称である銚子ドーバーラインは、銚子市と銚子商工会議所が募集していた公募により、東洋のドーバーと言われる屏風ヶ浦の上を走るという理由により決定した。

### 路線データ
- 起点：銚子市天王台（愛宕山公園）
- 終点：銚子市三崎町2丁目（三崎町二丁目交差点、国道126号交点）

## 歴史
- 1972年12月 銚子有料道路として開通。有料道路。
- 2003年5月 償還完了。無料開放され、千葉県道286号愛宕山公園線になる。
- 2008年11月28日 愛称が、銚子ドーバーラインに決定[1]。

## 路線状況
全線2車線の道路で、千葉県道254号銚子公園線のバイパスとして利用できる。県道銚子公園線とはインターチェンジによる接続になり、銚子公園線への乗り入れが犬吠方向（上り）のみ、愛宕山公園線への乗り入れは国道126号方向（下り）のみとなっている。

## 地理
下総台地最東端の丘である愛宕山（標高73.6 m）から屏風ヶ浦の断崖絶壁上の高台に沿って道路があり、道路はカーブは少なく県道銚子公園線との交点付近でゆるかかな起伏が見られる以外はなだらかで真っ直ぐな道である。断崖上にあるため、道路から直接屏風ヶ浦の崖面を見ることはできないが、太平洋の海原は一部所々で望むことはできる。起点は、海原の水平線が弧を描く様子がわかる展望スポットとして知られる「地球の丸く見える丘展望館」の前にあり、さらに東へ続く市道を抜けると犬吠埼に至る。

### 通過する自治体
- 千葉県
  - 銚子市

### 交差する道路
- 千葉県道254号銚子公園線 - 銚子市高神西町 ※立体交差
- 国道126号 - 銚子市三崎町2丁目（三崎町二丁目交差点、終点）

### 周辺
- 愛宕山（銚子市天王台）※銚子市内の最高峰
  - 地球の丸く見える丘展望館
- 銚子マリーナ（銚子市潮見町）
- 千葉科学大学（銚子市潮見町）
- 犬吠埼灯台